# Semence biologique
On appelle semences biologiques ou graines biologiques des semences produites selon le mode de production de l'agriculture biologique. 
L'emploi de cette dénomination est réglementée dans certains pays.

## Réglementation dans le cadre d'une utilisation commerciale
Si la dénomination « semence biologique » est utilisée dans un cadre commercial, la production de semences et plants doit répondre au cahier des charges de l'agriculture biologique du pays concerné.
Les semences biologiques sont commercialisées non traitées.
La législation applicable en France est la même que dans les autres pays européens. Elle est conforme au règlement communautaire 889/2008 portant sur les produits biologiques.
En 1995, le règlement sur le mode de production biologique a été modifié en ce qui concerne les semences et plants : la production en agriculture biologique implique depuis cette date que les semences et les matériels de reproduction végétative ont été produits conformément aux règles générales de l'agriculture biologique pendant au moins une génération, ou, pour les cultures pérennes pendant deux périodes de végétation. Cette condition concerne l'ensemble des semences et des plants, et est obligatoire sans possibilité de dérogation pour les plants de légumes issus de semences.

## Base de données, dérogations
Pour les semences et les plants de pomme de terre, dans le cas où des semences bio des variétés recherchées ne sont pas disponibles, une dérogation reste possible dans des conditions strictes précisées par le règlement communautaire d'août 2003 révisé en 2008. 
En France et dans les autres pays de l'Union européenne, l'information des professionnels sur les disponibilités en semences biologiques des variétés potagères et de grandes cultures, ainsi que la gestion et l'impression des demandes de dérogations, qui doivent être obligatoirement présentées aux organismes certificateurs, se font sur un site Internet officiel. En 2018, le site internet a été modernisé pour permettre aux producteurs bio de trouver plus aisément des semences et plants biologiques pour les variétés qu’ils cherchent. aux fournisseurs de semences et plants de proposer aux agriculteurs et maraîchers les variétés qu’ils commercialisent et de tenir à jour les disponibilités. Enfin le site permet aux organismes certificateurs, de gérer les demandes de dérogations de leurs contractants. 
Dans l'Union européenne, chaque État membre doit désigner une autorité ou un organisme dénommé « gestionnaire de la base de données » validé par l'autorité compétente. Les États membres peuvent également désigner une autorité ou un organisme privé dans un autre pays. En France, la gestion de ce site a été confiée à semae (ex GNIS), par l'autorité compétente pour le bio qui est l'INAO, établissement public du ministère de l'agriculture pour la France.

## Évolutions
Depuis la mise en œuvre de cette réglementation, la production de semences biologiques a sensiblement augmenté en France mais le nombre de demandes de dérogations progresse aussi de manière très importante, plus de 70 000 en 2016, avec une augmentation de 50 % en 5 ans. 
La production de semences de certaines espèces est difficile et le prix des semences biologiques atteint souvent le double des semences conventionnelles. Les dérogations sont particulièrement nombreuses pour les espèces fourragères prairiales (elles sont généralement vendues en mélanges), certaines céréales, et les espèces potagères telles que les choux-fleurs, les radis, les carottes, les laitues, les poivrons, les tomates, etc.
En effet, les producteurs bio ont souvent des exigences très spécifiques. 
- Pour les grandes cultures ils sont particulièrement intéressés par des variétés à la fois productives et résistantes aux maladies et demandant peu d'intrants.
- Pour les potagères ils recherchent souvent, en outre, des variétés ayant des formes, des couleurs, des goûts différents afin de mieux valoriser leurs productions auprès de consommateurs à la recherche de produits originaux.

Lors de leurs demandes de dérogations les producteurs doivent préciser le motif de leur demande.
Dans le but de limiter le nombre de demandes de dérogations, une liste d'espèces dites « hors-dérogation » a été créée. Les utilisateurs sont alors obligés d'expliquer de manière détaillée les causes de leur demande pour obtenir, après avis d'experts, leurs dérogations. Cette liste évolue et est détaillée dans le rapport de synthèse publié chaque année. Actuellement une vingtaine d'espèces ou de types variétaux ont été placés dans cette liste, principalement des espèces potagères. Ces dispositions contribuent à réduire sensiblement le nombre de dérogations pour ces espèces, en particulier dans le cas du maïs.
De plus une quinzaine d'espèces de grande culture et potagères sont inscrites en « gestion particulière » car les disponibilités variétales sont importantes. Les agriculteurs doivent justifier tout particulièrement leurs demandes de dérogations et peuvent être soumis à des contrôles par leur organisme certificateur.

## Fournisseurs de semences
Le nombre de fournisseurs de semences biologiques enregistrés dans la base progresse rapidement. Il est passé de 80 à près de 135 en 2016.
Ces fournisseurs sont de types et de niveaux très différents : obtenteurs et producteurs de niveau national, distributeurs régionaux distribuant des semences conventionnelles et des semences biologiques ou producteurs-distributeurs spécialisés en bio. Certains sont spécialisés en grandes cultures et fourragères (76), d'autres en semences potagères (40).
Les producteurs de plants de légumes biologiques et de plantes aromatiques peuvent également s'enregistrer dans une partie spécifique du site officiel Semences-biologiques.org. 
La liste des fournisseurs est consultable sur le site.